# Böhm Anita
Böhm Anita (más neveken Milassin-Böhm Anita / Milassin Anita) (1974. április 22. –) magyar színésznő. Tízéves kora óta szinkronizál különböző filmekben, sorozatokban, mese- ill. rajzfilmekben. A Retro Rádió és a TV2 Séf női hangja.

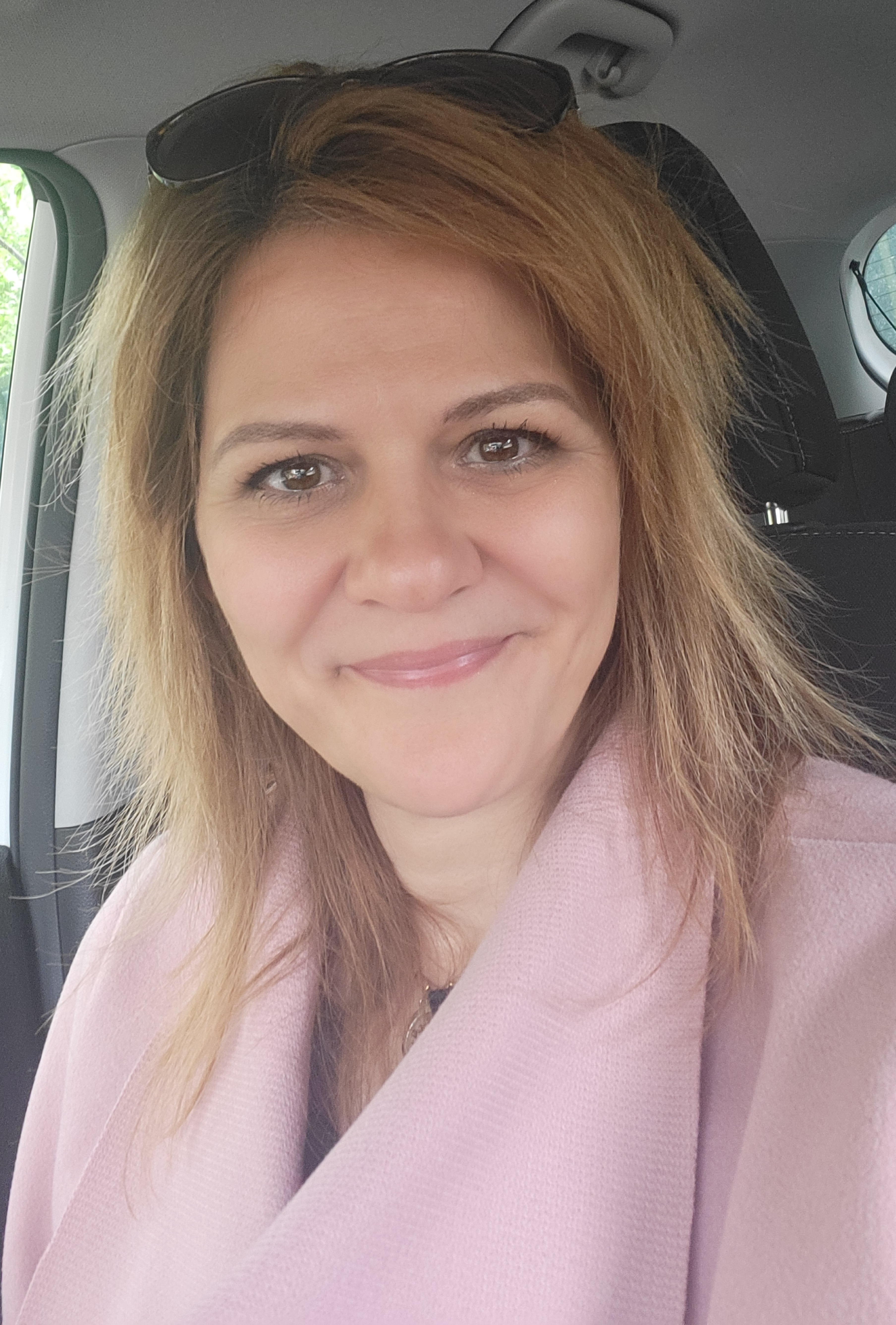
Böhm Anita - portré

## Szinkronszerepei

### Animációs film
| Cím                                                      | Szerep                 |
| -------------------------------------------------------- | ---------------------- |
| A Görcs ikrek                                            | Mary                   |
| Dragon Ball Z + Dragon Ball GT + Dragon Ball Super       | Videl                  |
| Juniper Lee                                              | Jody Irwin             |
| InuYasha, a film – Az időt felülmúló szerelem (mozifilm) | Ruri                   |
| Maya és Miguel                                           | Maya Santos            |
| Tofuék                                                   | Lola                   |
| Született kémek                                          | Mandy                  |
| Tutenstein                                               | Cleo Carter            |
| Winx Club                                                | Layla                  |
| W.I.T.C.H.                                               | Miranda                |
| Yu-Gi-Oh GX                                              | Az egyik kártya        |
| Lego Ninjago: A Spinjitzu mesterei                       | P.I.X.A.L (12-13.évad) |

### Sorozatok
| Cím                              | Szerep                         | Színész             |
| -------------------------------- | ------------------------------ | ------------------- |
| 4400                             | Lily Moore Tayler              | Laura Allen         |
| A férfi fán terem                | Theresa                        | Sarah Strange       |
| A liliomlány                     | Carmela                        | Pilar Hurtado       |
| A mélység fantomja               | Savannah Bennett               | Leighton Meester    |
| A narancsvidék                   | Anna Stern                     | Samaire Armstrong   |
| Anita, a bűbájos bájkeverő       | Dulce Contreras                | Alexa Kuve          |
| A szerelem ösvényei              | Sandra Irribaren               | Martha Julia        |
| Az ügyosztály                    | Raina Washington               | Taraji P. Henson    |
| Áldott jó nyomozó                | Sally Lance                    | Linda Park          |
| Baywatch                         | Skyler Bergman                 | Marliece Andrada    |
| Baywatch Hawaii                  | Carrie Sharp                   | Alicia Rickter      |
| Boomtown                         | Andrea Little                  | Nina Garbiras       |
| Buffy, a vámpírok réme           | Faith                          | Eliza Dushku        |
| Bűbájos boszorkák                | Phoebe Halliwell               | Alyssa Milano       |
| Bűbájos boszorkák                | Piper Halliwell                | Holly Marie Combs   |
| Bűnös szerelem                   | Inés Vallejo                   | Catherine Siachoque |
| Capri – Az álmok szigete         | Nancy                          | Marina Kazankova    |
| Csillagközi romboló (2004)       | Kara „Starbuck” Thrace hadnagy | Katee Sackhoff      |
| Első szerelem                    | Melissa Molina                 | Gabriela Cano       |
| Éltető szerelem                  | Perla Corral                   | Perla Corona        |
| Hack – Mindörökké zsaru          | Liz Garza                      | Jacqueline Torres   |
| Hajrá skacok                     | Micaela                        | Esther Rinaldi      |
| Hetedik mennyország              | Jane                           | Sarah Wright        |
| JAG – Becsületbeli ügyek         | P.O. Jennifer Coates           | Zoe McLellan        |
| Kalandos nyár                    | Jeanne                         | Isabelle Bouysse    |
| Kutya legyek…                    | Tori                           | Melanee Murry       |
| Kyle, a rejtélyes idegen         | Lori Trager                    | April Matson        |
| Lökött lakótársak                | Meryl Doogan                   | Jessica Lundy       |
| NCIS - Tengerészeti helyszínelők | Abby Sciuto                    | Pauley Perrette     |
| CSI: New York-i helyszínelők     | Lindsay Monroe nyomozó         | Anna Belknap        |
| Power Rangers: Mystic Force      | Vida Rocca/Rózsaszín Ranger    | Angie Diaz          |
| Segítség, sztár lettem!          | Jude Harrison                  | Alexz Johnson       |
| Sophie, a nem kívánt jegyesség   | Anna Holberg                   | Sabine Grabis       |
| Szeretők és riválisok            | Paula                          | Nailea Norvind      |
| Tökös csajok                     | Ann-Kristin                    | Lotte Letschert     |
| Űrbalekok                        | Nina Campbell                  | Simbi Khali         |
| Vadmacska                        | Adriana                        | Ana Lucía Domínguez |
| A királyi ház titkai             | Dong-i                         | Han Hyo-Joo         |

### Film
| Cím                  | Szerep          | Színész         |
| -------------------- | --------------- | --------------- |
| Párduclányok         | Bubo            | Raven Symoné    |
| Belső terek          | Joey            | Mary Beth Hunt  |
| Szerelmes hangjegyek | Taylor McKessie | Monique Coleman |

### Videójáték
- League of legends – Anivia